# Crinum darienense
Crinum darienense är en amaryllisväxtart som beskrevs av Robert Everard Woodson. Crinum darienense ingår i släktet Crinum, och familjen amaryllisväxter. Inga underarter finns listade i Catalogue of Life.